# Wörth an der Donau
Wörth an der Donau (ufficialmente Wörth a.d.Donau) è un comune tedesco di 4 472 abitanti, situato nel land della Baviera.